# Міждуріченський
Міждурі́ченський (рос. Межлуреченский) — селище міського типу, центр Кондінського району Ханти-Мансійського автономного округу Тюменської області, Росія. Адміністративний центр та єдиний населений пункт Міждуріченського міського поселення.
Населення — 11149 осіб (2017, 11058 у 2010, 10907 у 2002).